# Гуань Сянъин
Гуань Сянъи́н (кит. трад. 關向應, упр. 关向应, пиньинь Guān Xiàngyīng; род. 10 сентября 1902, ум. 21 июля 1946) — один из военачальников Компартии Китая. Член ЦК КПК 6 и 7 созывов, кандидат в члены, член политбюро ЦК КПК 6 созыва, член, постоянный член, секретарь Центрального военного совета ЦК КПК. Национальность — маньчжур, настоящее имя — Чжисян (致祥 либо 治祥), другие имена — Инлинь, Гуань Чжисян, Чжэн Цинь, Ли Жэньчжэнь, псевдонимы — Чжунбин, Сяогуань, Сии и др.

## Биография
Родился в деревне Дацзятунь уезда Цзиньсянь (ныне — посёлок Сянъин района Цзиньчжоу города Даляня) провинции Ляонин. В 1922 году окончил отделение коммерческого училища Фусимидай в своём уезде, после чего поступил на работу в печатную мастерскую, принадлежавшую японцу. Вскоре у него возник конфликт с одним из японских работников и ему пришлось уволиться.
В апреле 1924 года был представлен Ли Чжэньином ко вступлению в Социалистический союз молодёжи Китая. В мае вместе с Ли Чжэньином отправился в Шанхай, где поступил на учёбу в Шанхайский университет, а также начал подпольную деятельность в отделе Гоминьдана Первого района. В декабре того же года был направлен на учёбу в Коммунистический университет трудящихся Востока имени И. В. Сталина. В следующем году по представлению Чэнь Цяоняня в Москве вступил в ряды КПК.
После событий 30 мая 1925 года пожелал вернуться в Шанхай. В августе отправился в Цзинань и Циндао для руководства на месте работой китайского комсомола. В начале следующего года вернулся в Шанхай. После событий 4 апреля 1927 года бежал в Ухань, после переворота 15 июля 1927 года был направлен в Хэнань на должность секретаря провинции.
В 1928 году переведен в Шанхай, ездил в Москву на VI съезд КПК, где был избран кандидатом в члены политбюро ЦК КПК, членом Центрального военного совета ЦК КПК и ответственным за работу китайского комсомола.
В марте 1930 года был назначен секретарём Центрального военного совета, заведовал военной работой. В следующем году небольшое время провёл под арестом в Шанхае, после освобождения направился в пограничный советский район на стыке провинций Хубэй и Хунань. В январе 1932 года был назначен политкомиссаром 3-й Красной армии. В октябре 1934 года произошло соединение 3-й Красной армии и 6-го корпуса Красной армии, в результате был создан советский район Хунань — Хубэй — Сычуань — Гуйчжоу. 19 ноября 1935 года Гуань Сянъин вместе со 2-м и 6-м корпусами Красной армии вступил в Великий поход. В июле 1936 года был назначен заместителем политкомиссара 2-го красного фронта, повышен до политкомиссара после соединения главных сил Красной армии в октябре.
После начала войны с Японией 2-й красный фронт был преобразован в 120-ю дивизию Восьмой армии, Гуань Сянъин был назначен её политкомиссаром, после этого работал на должностях политкомиссара военного округа Шаньси — Суйюань, секретаря партбюро Шаньси и Суйюани и др.
В 1941 года из-за обострения туберкулёза Гуань Сянъину пришлось покинуть пост и уехать на лечение в Яньань. Умер 21 июля 1946 года в Яньани. Мао Цзэдун написал на его смерть стихотворение.